# If Your Girl Only Knew
Az If Your Girl Only Knew Aaliyah amerikai énekesnő első kislemeze második, One in a Million című albumáról. A dalt Missy Elliott és Tim „Timbaland” Mosley írták.

## Fogadtatása
Az album a 11. helyig jutott a Billboard Hot 100 slágerlistán, ezzel ez lett Aaliyah harmadik Top 20 kislemeze. A Billboard Hot R&B/Hip-Hop Singles & Tracks slágerlistát két hétig vezette. Az Egyesült Királyságban első megjelenésekor a 21. helyre került a slágerlistán, később a 15. helyig jutott, mikor később újra kiadták dupla A-oldalas kislemezként a One in a Million című dallal.

## Videóklip
A dal videóklipjében Aaliyah egy bulin látható. Sötét bőrruhát visel, napszemüveget és bandanát. A klipben szerepel Missy Elliott, Timbaland, a 702, Lil’ Kim, Ginuwine és Rashad Haughton.

## Változatok
CD maxi kislemez (USA; promó)
1. If Your Girl Only Knew (Radio Edit) – 3:55
2. If Your Girl Only Knew (Remix) – 4:43
3. If Your Girl Only Knew (Single Mix) – 4:40

CD maxi kislemez; 12" bakelit (Egyesült Királyság)
1. If Your Girl Only Knew (Radio Edit) – 3:55
2. If Your Girl Only Knew (The New Remix) – 4:58
3. One in a Million (Dark Child Remix) – 4:41
4. One in a Million (Armand’s Drum & Bass Mix) – 7:11

CD maxi kislemez (USA)
1. If Your Girl Only Knew (Album mix) – 4:50
2. If Your Girl Only Knew (Extended mix) – 8:03
3. If Your Girl Only Knew (Remix) – 4:43
4. If Your Girl Only Knew (Beat A Pella) – 4:50
5. If Your Girl Only Knew (Instrumental) – 4:42
6. If Your Girl Only Knew (The New Remix) – 4:58

CD maxi kislemez (Európa)
1. If Your Girl Only Knew (Radio Edit) – 3:55
2. If Your Girl Only Knew (Extended mix) – 8:03
3. If Your Girl Only Knew (Beat A Pella) – 4:50
4. If Your Girl Only Knew (Instrumental) – 4:42
5. If Your Girl Only Knew (A Cappella) – 4:27

12" maxi kislemez (USA; promó)
1. If Your Girl Only Knew (The US Remix feat. Miss Demeanour)
2. Got to Give It Up

12" maxi kislemez (USA)
1. If Your Girl Only Knew (Album mix) – 4:50
2. If Your Girl Only Knew (Extended mix) – 8:03
3. If Your Girl Only Knew (Remix) – 4:43
4. If Your Girl Only Knew (Beat A Pella) – 4:50
5. If Your Girl Only Knew (Instrumental) – 4:42

12" maxi kislemez (USA; promó)
1. If Your Girl Only Knew (Album mix) – 4:50
2. If Your Girl Only Knew (Extended mix) – 8:03
3. If Your Girl Only Knew (Beat A Pella) – 4:50
4. If Your Girl Only Knew (Instrumental) – 4:42
5. If Your Girl Only Knew (A Cappella) – 4:27

12" maxi kislemez (USA; promó) „Your Girl 2000”
1. Your Girl 2000 (The 45 King HOT Remix) – 4:17
2. Your Girl 2000 (The 45 King Instrumental) – 3:12
3. If Your Girl Only Knew (Original Extended Mix) – 8:03
4. If Your Girl Only Knew (Instrumental) – 4:42

Kazetta (USA)
1. If Your Girl Only Knew (Radio Edit) – 3:55
2. If Your Girl Only Knew (Remix) – 4:43

## Helyezések
| Slágerlista (1996/1997)                        | Legmagasabb helyezés |
| ---------------------------------------------- | -------------------- |
| USA Billboard Hot 100                          | 11                   |
| USA Billboard Hot R&B/Hip-Hop Singles & Tracks | 1                    |
| USA Billboard Hot R&B/Hip-Hop Airplay          | 3                    |
| USA Billboard Rhythmic Top 40                  | 6                    |
| Brit Top 75 kislemezlista                      | 15                   |
| Japán Tokio Hot 100                            | 4                    |
| Svéd Top 60 kislemez                           | 49                   |
| Új-zélandi RIANZ kislemezlista                 | 20                   |

## Külső hivatkozások
- Watch Az If Your Girl Only Knew videóklipje a YouTube-on